# Bois-d'Amont
Bois-d'Amont és un municipi francès situat al departament del Jura i a la regió de Borgonya - Franc Comtat. L'any 2007 tenia 1.637 habitants.

## Demografia

### Població
El 2007 la població de fet de Bois-d'Amont era de 1.637 persones. Hi havia 673 famílies de les quals 210 eren unipersonals (115 homes vivint sols i 95 dones vivint soles), 174 parelles sense fills, 234 parelles amb fills i 55 famílies monoparentals amb fills.
La població ha evolucionat segons el següent gràfic:
Habitants censats

### Habitatges
El 2007 hi havia 1.049 habitatges, 692 eren l'habitatge principal de la família, 269 eren segones residències i 88 estaven desocupats. 533 eren cases i 512 eren apartaments. Dels 692 habitatges principals, 472 estaven ocupats pels seus propietaris, 205 estaven llogats i ocupats pels llogaters i 15 estaven cedits a títol gratuït; 18 tenien una cambra, 69 en tenien dues, 122 en tenien tres, 168 en tenien quatre i 314 en tenien cinc o més. 604 habitatges disposaven pel capbaix d'una plaça de pàrquing. A 336 habitatges hi havia un automòbil i a 309 n'hi havia dos o més.

### Piràmide de població
La piràmide de població per edats i sexe el 2009 era:
| Homes | Edats   | Dones |
| ----- | ------- | ----- |
| 0     | 95 o +  | 0     |
| 0     | 90 a 94 | 0     |
| 4     | 85 a 89 | 28    |
| 0     | 80 a 84 | 12    |
| 12    | 75 a 79 | 28    |
| 40    | 70 a 74 | 28    |
| 28    | 65 a 69 | 40    |
| 28    | 60 a 64 | 36    |
| 12    | 55 a 59 | 16    |
| 44    | 50 a 54 | 28    |
| 60    | 45 a 49 | 72    |
| 64    | 40 a 44 | 44    |
| 64    | 35 a 39 | 76    |
| 68    | 30 a 34 | 64    |
| 68    | 25 a 29 | 52    |
| 40    | 20 a 24 | 52    |
| 52    | 15 a 19 | 40    |
| 76    | 10 a 14 | 60    |
| 68    | 5 a 9   | 60    |
| 28    | 0 a 4   | 48    |

## Economia
El 2007 la població en edat de treballar era de 1.074 persones, 896 eren actives i 178 eren inactives. De les 896 persones actives 867 estaven ocupades (460 homes i 407 dones) i 29 estaven aturades (17 homes i 12 dones). De les 178 persones inactives 41 estaven jubilades, 85 estaven estudiant i 52 estaven classificades com a «altres inactius».

### Ingressos
El 2009 a Bois-d'Amont hi havia 706 unitats fiscals que integraven 1.720,5 persones, la mediana anual d'ingressos fiscals per persona era de 24.492 €.

### Activitats econòmiques
Dels 69 establiments que hi havia el 2007, 2 eren d'empreses alimentàries, 1 d'una empresa de fabricació de material elèctric, 14 d'empreses de fabricació d'altres productes industrials, 6 d'empreses de construcció, 12 d'empreses de comerç i reparació d'automòbils, 1 d'una empresa de transport, 6 d'empreses d'hostatgeria i restauració, 1 d'una empresa financera, 5 d'empreses immobiliàries, 2 d'empreses de serveis, 15 d'entitats de l'administració pública i 4 d'empreses classificades com a «altres activitats de serveis».
Dels 13 establiments de servei als particulars que hi havia el 2009, 1 era una oficina de correu, 2 tallers de reparació d'automòbils i de material agrícola, 2 paletes, 1 guixaire pintor, 1 fusteria, 1 lampisteria, 1 empresa de construcció, 1 perruqueria, 2 restaurants i 1 saló de bellesa.
Dels 7 establiments comercials que hi havia el 2009, 1 era un hipermercat, 1 un supermercat, 2 fleques, 1 una peixateria i 2 botigues de material esportiu.
L'any 2000 a Bois-d'Amont hi havia 5 explotacions agrícoles.

## Equipaments sanitaris i escolars
L'únic equipament sanitari que hi havia el 2009 era una farmàcia.
El 2009 hi havia una escola elemental.

## Poblacions més properes
El següent diagrama mostra les poblacions més properes.